# Junya Kuno
Junya Kuno (久野 純弥 Kuno Junya?, nacido el 16 de agosto de 1988 en Shizuoka) es un exfutbolista japonés. Jugaba de delantero y su último club fue el Honda FC de Japón.

## Trayectoria

### Clubes
| Club                | País  | Año         |
| ------------------- | ----- | ----------- |
| Ventforet Kofu      | Japón | 2007 - 2009 |
| Fukushima United FC | Japón | 2010 - 2014 |
| Honda FC            | Japón | 2015 - 2017 |

## Estadística de carrera

### J. League
| Club                | Año   | J. League | J. League | Copa J. League | Copa J. League | Total | Total |
| Club                | Año   | Part.     | Goles     | Part.          | Goles          | Part. | Goles |
| ------------------- | ----- | --------- | --------- | -------------- | -------------- | ----- | ----- |
| Ventforet Kofu      | 2007  | 6         | 1         | 1              | 0              | 7     | 1     |
| Ventforet Kofu      | 2008  | 17        | 3         | -              | -              | 17    | 3     |
| Ventforet Kofu      | 2009  | 0         | 0         | -              | -              | 0     | 0     |
| Fukushima United FC | 2014  | 29        | 4         | -              | -              | 29    | 4     |
| Total               | Total | 52        | 8         | 1              | 0              | 53    | 8     |